# ۶۹۵ (قمری)
۶۹۵ (قمری)، ششصد و نود و پنجمین سال در گاهشماری هجری قمری است. اول محرم این سال برابر با دهم نوامبر سال ۱۲۹۵ میلادی است.